# إيشيتا راج شارما
إيشيتا راج شارما (بالهندية: इशिता राज शर्मा؛ بالإنجليزية: Ishita Raj Sharma) هي ممثلة هندية، ولدت في 8 فبراير 1990 في دلهي في الهند.

## وصلات خارجية
- إيشيتا راج شارما على موقع IMDb (الإنجليزية)
- إيشيتا راج شارما على موقع قاعدة بيانات الأفلام العربية